# Pavel Maňas (malíř)
Pavel Maňas, (* 27. června 1961, Zlín), je český malíř.
Vystudoval Střední umělecko průmyslovou školu v Uherském Hradišti. V roce 1987 až 1993 na Akademii výtvarných umění v Praze, kde se věnoval figurální, krajinářské a monumentální malbě. Nyní se věnuje malbě pomocí akrylu, který využívá při malbě abstraktních děl. V poslední době se však orientuje spíše na krajiny Čech.

## Dílo
- Podzim u řeky Ohře
- Slunný den u řeky
- V podzimním světle
- Pozdní podzim
- Ráno u rybníka
- Podzim ve Slavkovském lese
- Drama světla v lese
- Mlhavé prosvítání
- Podvečer
- Tiché zákoutí
- Podzimní nálada
- Podzimní melancholie
- Studie světla v lese
- Podzimní cestou
- V mlhavém světle
- Letní zákoutí u potoka
- V průsvitu lesa
- Léto v lesoparku
- Letní motiv s potokem
- Zákoutí v parku
- Letní den v parku
- Ze stínu do světla
- Jarní motiv u řeky
- Ve světle lesa
- Světlo a mlha
- U lesního jezírka
- Kontrasty lesa
- Slunné zákoutí u vody
- Sluneční průsvit lesem
- Mlhavé světlo v lese
- Lesní imprese
- Interiér lesa s potokem
- Zákoutí u rybníka
- V mlhavém svitu
- Světlo a prostor lesa
- Nálada světla a ticha v lese
- Cesta mlhavým lesem
- Motiv ze Slavkovského lesa
- Podzim u rybníka
- Mlhavé zjevení v lese
- Paprsky světla a mlhy
- Mlha a světlo
- V údolí řeky Ohře
- Interiér lesa
- Paprsky mlhy v lese
- Slunečný den v parku
- Zákoutí lesa s rybníkem
- Les v podzimním slunci
- Les v mlhavém svitu
- Podzimní krajina u řeky
- Imprese lesa
- Světlo a ticho v lese
- Zákoutí lesa s jezírkem
- Letní nálada v lese
- Lesní zákoutí s potokem a tůní
- Motiv letního lesa
- Zákoutí s odrazy ve vodě
- Jaro na lesních loukách
- Předjarní les s rybníkem
- Les v slunečním světle
- Sluneční svit v lese
- Zákoutí u řeky
- Mlžné světlo v lese
- Světlo v zimním lese
- Podzimní les s rybníkem
- Podzimní krajina s rybníkem
- Hrad Loket na jaře
- Rybník v podzimním světle
- Krajina se stromy a rybníkem
- Pohled na hrad Loket
- Jarní les s potokem
- Sluneční světlo v lese
- Tání pod Starojickým hradem
- Starojický hrad od Palačova
- Ráno v lese
- Ranní mlha v podzimním lese
- Podzimní nálada u vody
- Podzimní krajina se Starojickým hradem
- Podvečer v Českém středohoří
- Podzimní stromy
- Odrazy ve vodě
- Léto u Odry
- Cesta podél řeky
- Krajina pod Velkým Javorníkem v zimě